# العلاقات التشيلية الغيانية
العلاقات التشيلية الغيانية هي العلاقات الثنائية التي تجمع بين تشيلي وغيانا.

## مقارنة بين البلدين
هذه مقارنة عامة ومرجعية للدولتين:
| وجه المقارنة                                              | تشيلي                         | غيانا        |
| --------------------------------------------------------- | ----------------------------- | ------------ |
| المساحة (كم2)                                             | 756.10 ألف                    | 214.97 ألف   |
| عدد السكان (نسمة)                                         | 17.37 مليون                   | 777.86 ألف   |
| الكثافة السكانية (ن./كم²)                                 | 22.97                         | 3.62         |
| العاصمة                                                   | سانتياغو                      | جورج تاون    |
| اللغة الرسمية                                             | اللغة الإسبانية               | لغة إنجليزية |
| العملة                                                    | بيزو تشيلي، وحدة حساب تشيلية ‏ | دولار غياني  |
| الناتج المحلي الإجمالي (بليون دولار)                      | 277.08 مليار                  | 3.68 مليار   |
| الناتج المحلي الإجمالي (تعادل القوة الشرائية) بليون دولار | 419.39 مليار                  | 5.77 مليار   |
| الناتج المحلي الإجمالي الاسمي للفرد دولار أمريكي          | 13.42 ألف                     | 4.13 ألف     |
| الناتج المحلي الإجمالي للفرد دولار أمريكي                 | 22.07 ألف                     |              |
| مؤشر التنمية البشرية                                      | 0.832                         |              |
| رمز المكالمات الدولي                                      | +56                           | +592         |
| رمز الإنترنت                                              | .cl                           | .gy          |
| المنطقة الزمنية                                           | 00، 00، 00، 00                | 00           |

## منظمات دولية مشتركة
يشترك البلدان في عضوية مجموعة من المنظمات الدولية، منها:
| علم المنظمة | اسم المنظمة                                                          | تاريخ انضمام تشيلي | تاريخ انضمام غيانا |
| ----------- | -------------------------------------------------------------------- | ------------------ | ------------------ |
|             | اتحاد دول أمريكا الجنوبية                                            | ?                  | ?                  |
|             | مؤسسة التنمية الدولية                                                | 30 ديسمبر 1960     | 4 يناير 1967       |
|             | وكالة ضمان الاستثمار متعدد الأطراف                                   | 12 أبريل 1988      | 18 يناير 1989      |
|             | يونسكو                                                               | 7 يوليو 1953       | 21 مارس 1967       |
|             | الأمم المتحدة                                                        | 24 أكتوبر 1945     | 20 سبتمبر 1966     |
|             | وكالة حظر الأسلحة النووية في أمريكا اللاتينية ومنطقة البحر الكاريبي ‏ | ?                  | ?                  |
|             | الاتحاد البريدي العالمي                                              | ?                  | ?                  |
|             | البنك الدولي للإنشاء والتعمير                                        | 31 ديسمبر 1945     | 26 سبتمبر 1966     |
|             | الاتحاد الدولي للاتصالات                                             | 1908               | 8 مارس 1967        |
|             | منظمة حظر الأسلحة الكيميائية                                         | ?                  | ?                  |
|             | مؤسسة التمويل الدولية                                                | 15 أبريل 1957      | 4 يناير 1967       |
|             | المركز الدولي لتسوية المنازعات الاستشارية                            | 24 أكتوبر 1991     | 10 أغسطس 1969      |
|             | منظمة التجارة العالمية                                               | ?                  | ?                  |
|             | منظمة الشرطة الجنائية الدولية                                        | ?                  | ?                  |

## وصلات خارجية
- موقع وزارة الخارجية التشيلية
- موقع وزارة الخارجية الغيانية